# 東京都市計画道路幹線街路環状第1号線
東京都市計画道路幹線街路環状第1号線（とうきょうとしけいかくどうろかんせんがいろかんじょうだい1ごうせん）は、東京都千代田区丸の内から皇居外周を周り同地点に至る環状の都市計画道路である。皇居の西側部分は内堀通りと呼ばれている。
都市計画道路の環状線としては皇居を中心として最も内側に位置するが、さらに内側には都市計画道路として東京都市計画道路幹線街路放射第27号線と首都高速4号新宿線が、主要地方道として内堀通り（東京都道301号白山祝田田町線）が走っている。
東京では1923年（大正12年）の関東大震災後の復興のため、1927年（昭和2年）に東京駅を中心に半径約10マイル（16キロメートル）の範囲に、1号から8号までの環状道路と放射状の道路を配置する道路整備計画がたてられた。環状第1号線から環状第6号線までの6本の道路は、既存の道路を利用して環状につなげるために必要な部分だけ道路を新設する計画で、当初から環状になっていた内堀通りが環状第1号線に割り当てられた。この計画に基づき都心部の環状道路の整備が始められていったが、太平洋戦争がはじまり戦時下となると、戦争が最優先事項となったため道路整備計画は棚上げとなった。敗戦後は道路整備が区画整備と一体的となって再開されるものの、整備するために必要な予算が不足していたなどが原因で部分的にしか整備が行われなかったため、道路全体の構成は環状通りとは言い難い状況となっている。環状第1号線は、もともと都民に親しまれてきた通称名があったため1号線の名は普及せず、一般に「内堀通り」などの名で呼び習わされて現在に至っている。

## 起点・終点
- 起点：東京都千代田区丸の内（馬場先門交差点）
- 終点：東京都千代田区丸の内（馬場先門交差点）

## 区間と通称および主な接続路線
路線名は略称で表す（国道x号→国x、都道yyy号○○△△線→都yyy）

馬場先門交差点：都406（鍛冶橋通り）
　｜　国1・国20重複（日比谷通り）
日比谷交差点：都409（日比谷通り）・都304（晴海通り）
　｜　国1・国20重複（晴海通り）
祝田橋交差点：都301（北側のみ内堀通り）
　｜　国1・国20重複（内堀通り）
桜田門交差点：国1（桜田通り）
　｜　国20（内堀通り）
国会前交差点：都412（六本木通り）
　｜　国20（内堀通り）
三宅坂交差点：国246（青山通り）
　｜　国20（内堀通り）
半蔵門交差点：国20（新宿通り）
　｜　都401（内堀通り）
九段坂上交差点：都302（靖国通り）
　｜　都401・都302重複（内堀通り）
九段下交差点：都8（目白通り）・都302（靖国通り）
　｜　都401（内堀通り）
平川門交差点：東京都道301号白山祝田田町線（白山通り）
　｜　都301（内堀通り）
大手門交差点：都301（内堀通り）
　｜　都403（永代通り）
大手町交差点：都403（日比谷通り）・国1（永代通り）
　｜　国1・国20重複（日比谷通り）
馬場先門交差点：都406（鍛冶橋通り）